# Afrocolombiano
Los afrocolombianos o colombianos negros son los colombianos de ascendencia total o mayormente africana negra. Se suele denominar a este grupo humano como negros, niches, afros u otras denominaciones y eufemismos populares, además de afrodescendientes, y las referidas a los raizales del Archipiélago de San Andrés y a los palenqueros de San Basilio de Palenque.
El aporte de sus expresiones en la vida nacional es destacable. La cumbia, uno de los ritmos nacionales, y el sancocho, el plato típico más extendido, habrían sido imposibles sin su participación. El nombre de Macondo, central en la creación de Gabriel García Márquez, tiene origen africano. Entre los aportes que la Unesco reconoce como Patrimonio Inmaterial de la Humanidad está la fiesta de San Pacho en Quibdó, las músicas de marimba del sur del Pacífico y los cantos tradicionales a lo largo del Pacífico, el espacio cultural de Palenque de San Basilio y el carnaval de Barranquilla.
Su historia se inicia con la esclavización de africanos traídos a Colombia por los españoles y los británicos en la primera década del siglo XVI. Hacia 1520, los africanos eran traídos de lugares como el Congo, Angola, Camerún, Ghana, Liberia, Gambia, Costa de Marfil, Guinea-Bisáu, Sierra Leona, Senegal y Malí para reemplazar la población nativa que rápidamente disminuía. Su población creció exponencialmente con la trata transatlántica o comercio triangular. El largo proceso de manumisión iniciado en 1851 solo benefició a sus esclavizadores, pero fue el inicio de un poblamiento y repoblamiento libre que hoy llega a representar el 90 % de la población en el Pacífico colombiano. Otras regiones del país tienen porcentajes importantes como los más de 110 mil afrodescendientes en Bogotá.

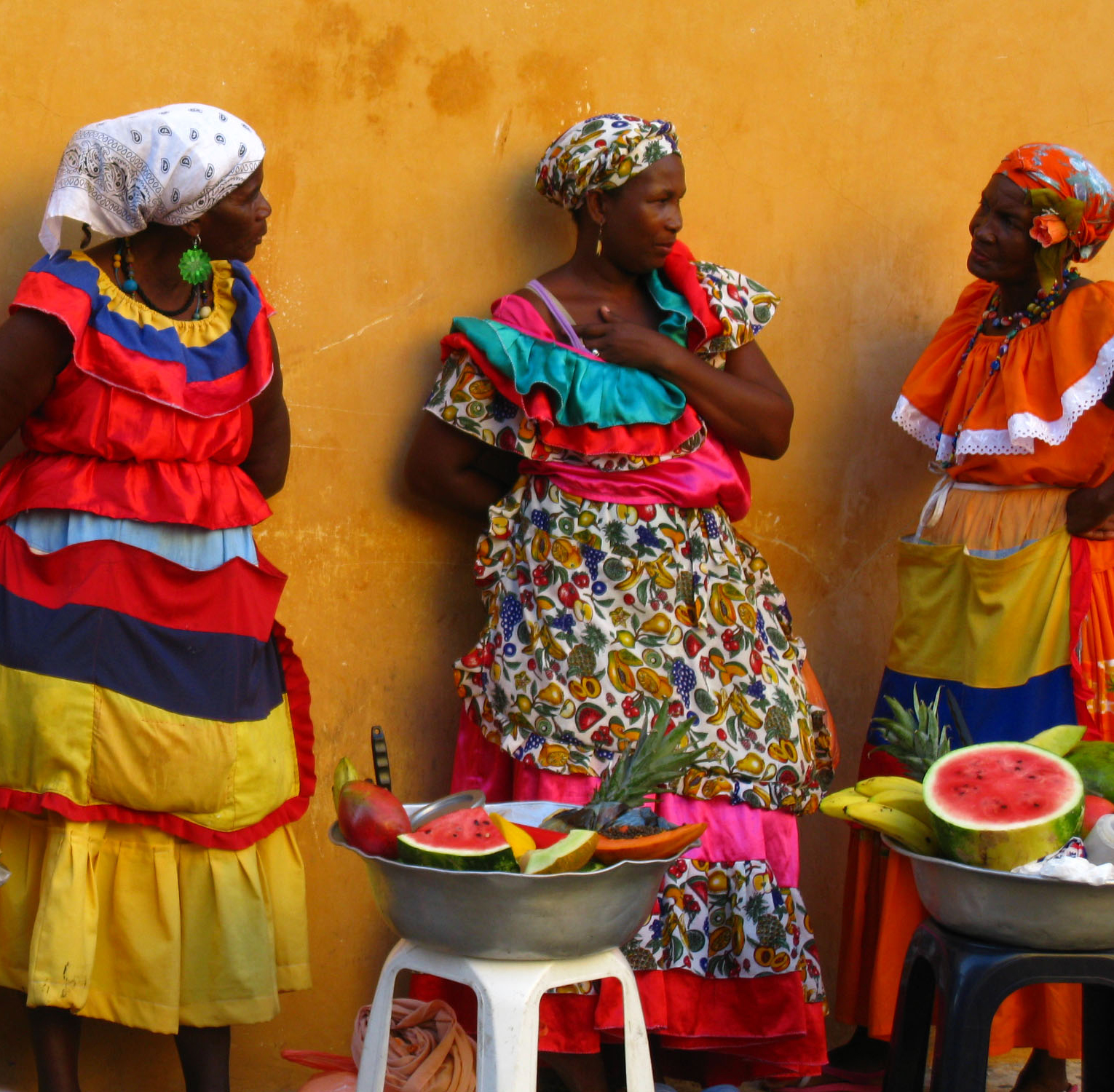
Mujeres elaborando cestas de frutas tradicionales en San Basilio de Palenque, Bolívar.

Hacia mediados del siglo pasado la población negra se encontraba en su mayoría en las dos costas del país; en los departamentos del Pacífico (Cauca, Chocó, Nariño y Valle del Cauca) y en los de la costa Caribe (Antioquia, Atlántico,
Bolívar, Cesar, Córdoba, La Guajira, Magdalena, San Andrés y Sucre). En el último medio siglo un sector numeroso de la población negra se ha asentado en las principales ciudades del país. Colombia es actualmente el país de habla hispana con mayor cantidad de población afrodescendiente, y el cuarto en América después de Brasil, Estados Unidos y Haití.

## Historia

### La esclavitud
A fines del siglo XVI se inició la trata de esclavos africanos; se le permitió en el territorio a la Corona española para suplir la mano de obra indígena en claro declive demográfico. La esclavitud existía en África desde el principio de su historia y a nivel local, pero adquirió la dimensión de comercio internacional con la llegada de los europeos.[cita requerida]
Los colonizadores hacían acuerdos verbales con los jefes zonales, e intercambiaban mercancías por esclavos, en especial personas procedentes de la costa centro occidental africana. Una generación completa de pobladores locales fueron forzados a hacinarse en sitios oscuros y malsanos mientras llegaban los comerciantes. Después se les apiñaba en barcos de varias cubiertas durante un trayecto transoceánico en condiciones inhumanas. Una vez en tierra, las familias eran separadas sin ningún miramiento, se procuraba que no quedaran dos o más individuos de una misma etnia, tribu o de la misma lengua en un mismo lugar, y se les prohibía ejercer sus más simples manifestaciones culturales.
Cerca de Cartagena de Indias el destino principal de los esclavos en América, el negrero los lavaba y alimentaba mejor para obtener mejores ganancias. Al desembarcar se les llevaba al mercado donde se les exponía al público y se ponía en evidencia su nueva condición de mercancía. De Cartagena partieron entre 120 mil y 150 mil africanos esclavos hacia lo que hoy es Venezuela, Colombia, Ecuador, Panamá y Perú.[cita requerida]
Los africanos esclavos traídos a Colombia entre 1553 y 1580 que provenían de la costa de Guinea, y fueron llamados guineas o mandingas. Entre 1580 y 1640 fueron gentes bantú llamados congos, luangos o angolas; y desde mediados del siglo XVII se dio la entrada de los ewe-fon del otrora reino Dahomey conocidos como ararás o jojóes. Durante el siglo XVIII fueron traídos mayormente akanios y ashantis de Ghana, a quienes denominaban minas, y yorubas de Nigeria a quienes se les llamó carabalíes, lucumíes o chalaes.[cita requerida]

### Participación en la Independencia de Colombia

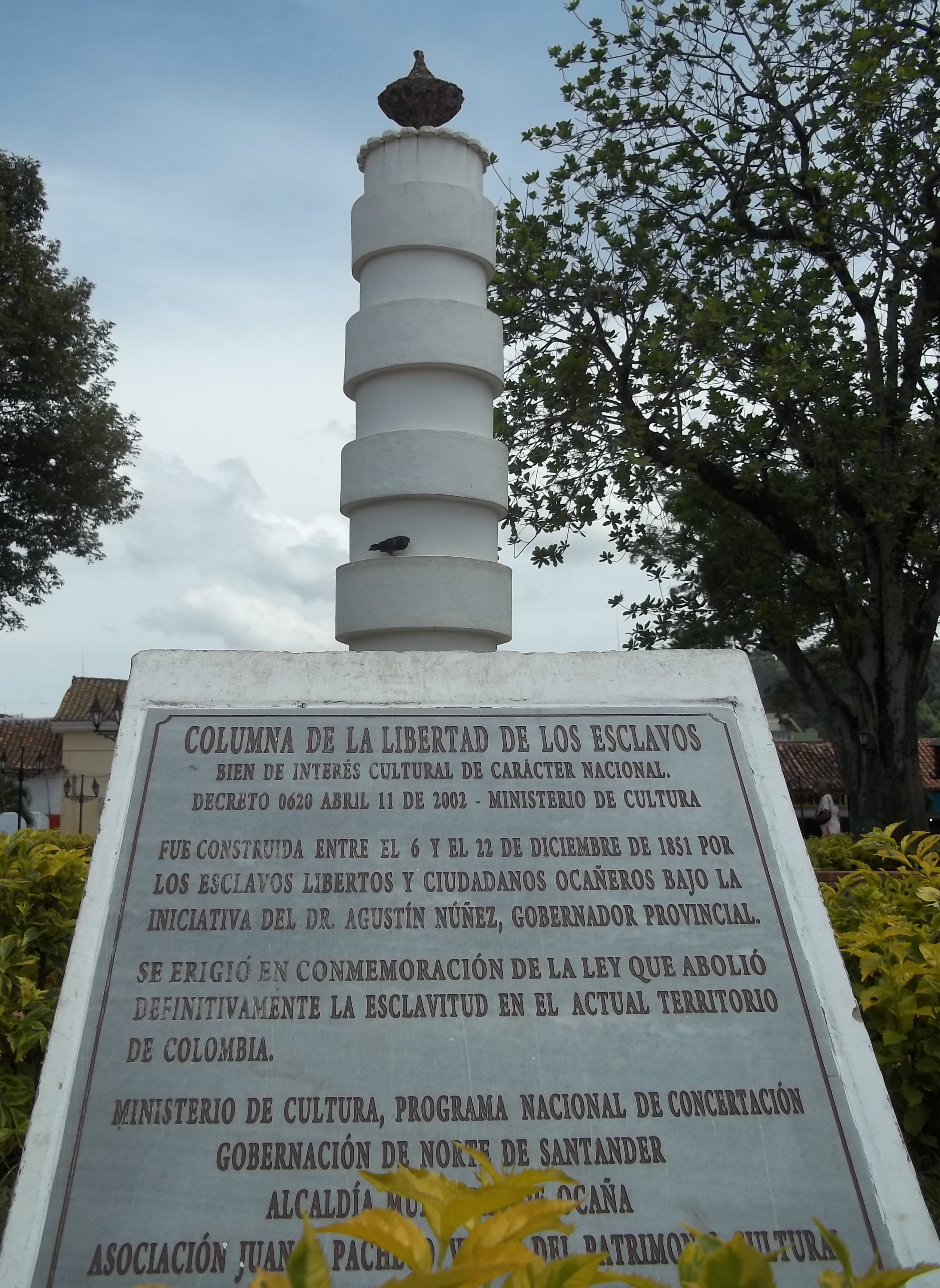
Columna de la Libertad de los Esclavos, Ocaña.

Cimarrones, libres y libertos dieron un vivo apoyo al movimiento insurreccional de los comuneros. Una vez firmadas las capitulaciones de Zipaquirá que desmovilizaron el levantamiento, José Antonio Galán inició una campaña por el Cauca, Magdalena y Antioquia ocupando haciendas, liberando esclavos e instigando su rebeldía. En la hacienda La Niña, los comuneros de Tumaco liderados por el negro Vicente de la Cruz siguieron este ejemplo y se levantaron el 7 de noviembre de 1781. Sofocada la rebelión comunera de Túquerres y otros pueblos del sur de Nariño, el liberto de Barbacoas, Eusebio Quiñones, huyó y se escondió en los montes. Años después salió a combatir con las fuerzas republicanas cayó en medio de sus filas en la batalla de Genoy.
Simón Bolívar firmó en Trujillo (Venezuela) el decreto de Guerra a Muerte entre españoles y americanos el 15 de diciembre de 1813. Poco tiempo después, para atraer a esclavos y libertos, les ofreció la libertad absoluta si se sumaban al ejército patriota. Muchos hombres confiaron en esta promesa y se unieron a Bolívar.
El afrocolombiano José Prudencio Padilla contribuyó al triunfo del ejército republicano en varias batallas. Esperaba, como todos los afrocolombianos, que al ganar la guerra conseguirían la libertad para todos los esclavizados.
En un momento de crisis del ejército por falta de recursos económicos y de personal, Bolívar busca ayuda en Haití, primer país latinoamericano libre. El entonces presidente Alexandre Pétion le responde positivamente, le facilita personal y pertrecho; a cambio, le pide a Bolívar abolir la esclavitud en Colombia si logra la independencia.

### Situación posterior
Bolívar se comprometió con Petion pero no cumplió su promesa. Su traición se hizo visible en el congreso de Cúcuta donde Antonio Nariño, (presidente), hace conocer su propuesta de Manumisión de los esclavos. Puede asegurarse que no hizo mayor esfuerzo para que el congreso aboliera la esclavitud, cambió la libertad absoluta prometida por la "Libertad de vientre": Los hijos de esclava que naciesen a partir de 1821 alcanzarían la libertad , después de cumplir 18 años  pagar los gastos de su manutención. Además, se estableció que todos los recién liberados debían someterse a la tutela de un blanco que les diera trabajo.
Luego de la ley de libertad de vientre, los esclavistas lograron la sanción de una ley contra la vagancia. En el marco de esa nueva ley, cualquier persona blanca que encontrara un negro en la calle, podía acusarlo de vago y hacerlo conducir a la cárcel. Posteriormente, cualquiera con recursos suficientes podía pagar por su excarcelación y así el supuesto liberto era forzado a trabajar en las haciendas o minas en las mismas condiciones de esclavitud.
En la década de 1970, hubo gran afluencia de afrocolombianos en las zonas urbanas en busca de mayores oportunidades económicas y sociales para sus hijos.[cita requerida]Esto condujo a un aumento en el número de pobres urbanos en las áreas marginales de las grandes ciudades como Cali, Medellín y Bogotá. La mayoría de los afrocolombianos viven actualmente en zonas urbanas[cita requerida]. Solo alrededor del 25%, o 1,2 millones de personas, se encuentran en áreas rurales, en comparación con el 75%, o 3,7 millones de personas en zonas urbanas. La Constitución colombiana de 1991 les otorgó el derecho a la propiedad colectiva de las tierras costeras tradicionales del Pacífico y a protecciones especiales para el desarrollo cultural.[cita requerida] Los críticos[¿cuál?] argumentan que este importante instrumento legal no ha sido suficiente para abordar por completo sus necesidades sociales y de desarrollo.
Los afrocolombianos a menudo pueden encontrar un notable grado de discriminación racial y prejuicios, posiblemente como un remanente sociocultural de la época de la Colonia. Han estado históricamente ausentes de cargos gubernamentales de alto nivel. Muchos de sus asentamientos establecidos desde hace mucho tiempo en la costa del Pacífico han permanecido subdesarrollados. En medio del conflicto armado, los afrocolombianos son víctimas de violencia, desplazamiento y reclutamiento forzado por parte del Ejército de Colombia, las FARC y las AUC. Los afrocolombianos han contribuido al desarrollo de ciertos aspectos de la cultura del país. Por ejemplo, varios de los géneros musicales de Colombia, como la cumbia y el vallenato, tienen orígenes o influencias africanas. Además, muchos afrocolombianos han tenido éxito en los deportes.

## Demografía

### Censos oficiales
| Afrocolombianos 1600-2023 | Afrocolombianos 1600-2023 | Afrocolombianos 1600-2023 | Afrocolombianos 1600-2023 | Afrocolombianos 1600-2023 | Afrocolombianos 1600-2023 | Afrocolombianos 1600-2023 | Afrocolombianos 1600-2023 |
| Año                       | Población                 | % de Colombia             |                           |                           |                           |                           |                           |
| ------------------------- | ------------------------- | ------------------------- | ------------------------- | ------------------------- | ------------------------- | ------------------------- | ------------------------- |
| 1600                      | 60.000                    | 8%                        |                           |                           |                           |                           |                           |
| 1825                      | 50.000                    | 3,3%                      |                           |                           |                           |                           |                           |
| 1852                      | 80.000                    | 3,4%                      |                           |                           |                           |                           |                           |
| 1912                      | 322.499                   | 6,36%                     |                           |                           |                           |                           |                           |
| 1918                      | 351.305                   | 6,00%                     |                           |                           |                           |                           |                           |
| 1993                      | 502.343                   | 1,52%                     |                           |                           |                           |                           |                           |
| 2005                      | 4.311.757                 | 10,60%                    |                           |                           |                           |                           |                           |
| 2018                      | 4.944.400                 | 9,34%                     |                           |                           |                           |                           |                           |
| 2023 (Estimación)         | 7.800.000                 | 15%                       |                           |                           |                           |                           |                           |
| Fuente: censo colombiano  |                           |                           |                           |                           |                           |                           |                           |

Las cifras proporcionadas por el Departamento Administrativo Nacional de Estadística DANE establecen el porcentaje de población afrocolombiana sobre el total nacional así:
| Grupo étnico                                     | Censo 2005         | Censo 2018        | Estimación a partir de la encuesta de Calidad de Vida 2018                                                                                    |
| ------------------------------------------------ | ------------------ | ----------------- | --- |
| Negro, mulato, afrocolombiano o afrodescendiente | 4,273,722          | 2,950,072         | Solo se realizó la estimación para el total de población reconocida como Negro, mulato, afrocolombiano, afrodescendiente, Raizal y palanquero |
| Raizal                                           | 30,565             | 25,515            | Solo se realizó la estimación para el total de población reconocida como Negro, mulato, afrocolombiano, afrodescendiente, Raizal y palanquero |
| Palenquero                                       | 7,470              | 6,637             | Solo se realizó la estimación para el total de población reconocida como Negro, mulato, afrocolombiano, afrodescendiente, Raizal y palanquero |
| Total                                            | 4,311,757 (10,62%) | 2,982,224 (6,76%) | 4,671,160 (9,34%) |

Durante el  censo realizado en el 2018, se reportó que los afrocolombianos representan el 6.75% de la población, casi 3 millones de personas, según una proyección del Departamento Administrativo Nacional de Estadística (DANE). Sin embargo se encontró que hubo una omisión censal importante por parte del gobierno, aduciendo dificultad para cubrir algunas zonas urbanas y rurales por motivos logísticos, falta de capacitación, seguridad o por la negativa de los residentes a ser censados. Ante esto, la estimación emitida por el DANE es una inferencia de la encuesta de calidad de vida de 2018, que pondría a la población afrocolombiana en casi 4,7 millones de personas.
| Departamento             | Negro, mulato, afrodescendiente, afrocolombiano | Raizal | Palenquero | Total afrocolombiano |
| ------------------------ | ----------------------------------------------- | ------ | ---------- | -------------------- |
| Amazonas                 | 0.72%                                           | 0.02%  | 0.00%      | 0.74%                |
| Antioquia                | 5.21%                                           | 0.01%  | 0.00%      | 5.22%                |
| Arauca                   | 4.17%                                           | 0.02%  | 0.01%      | 4.20%                |
| Atlántico                | 5.93%                                           | 0.02%  | 0.04%      | 5.99%                |
| Bogotá, D. C.            | 0.91%                                           | 0.01%  | 0.00%      | 0.92%                |
| Bolívar                  | 16.49%                                          | 0.03%  | 0.21%      | 16.73%               |
| Boyacá                   | 0.37%                                           | 0.01%  | 0.00%      | 0.38%                |
| Caldas                   | 1.58%                                           | 0.01%  | 0.00%      | 1.59%                |
| Caquetá                  | 1.40%                                           | 0.01%  | 0.00%      | 1.41%                |
| Casanare                 | 1.60%                                           | 0.01%  | 0.00%      | 1.61%                |
| Cauca                    | 19.72%                                          | 0.01%  | 0.01%      | 19.74%               |
| Cesar                    | 12.95%                                          | 0.01%  | 0.01%      | 12.97%               |
| Chocó                    | 73.77%                                          | 0.03%  | 0.03%      | 73.83%               |
| Córdoba                  | 6.57%                                           | 0.01%  | 0.00%      | 6.58%                |
| Cundinamarca             | 0.46%                                           | 0.01%  | 0.00%      | 0.47%                |
| Guainía                  | 1.02%                                           | 0.01%  | 0.01%      | 1.04%                |
| Guaviare                 | 4.08%                                           | 0.01%  | 0.01%      | 4.10%                |
| Huila                    | 0.50%                                           | 0.00%  | 0.00%      | 0.50%                |
| La Guajira               | 7.30%                                           | 0.01%  | 0.01%      | 7.32%                |
| Magdalena                | 8.40%                                           | 0.01%  | 0.01%      | 8.42%                |
| Meta                     | 0.95%                                           | 0.01%  | 0.00%      | 0.96%                |
| Nariño                   | 17.43%                                          | 0.01%  | 0.01%      | 17.45%               |
| Norte de Santander       | 0.40%                                           | 0.00%  | 0.00%      | 0.40%                |
| Putumayo                 | 3.61%                                           | 0.00%  | 0.01%      | 3.62%                |
| Quindío                  | 1.18%                                           | 0.00%  | 0.00%      | 1.18%                |
| Risaralda                | 1.98%                                           | 0.01%  | 0.00%      | 1.99%                |
| San Andrés y Providencia | 13.52%                                          | 42.10% | 0.02%      | 55.64%               |
| Santander                | 1.12%                                           | 0.01%  | 0.00%      | 1.13%                |
| Sucre                    | 11.88%                                          | 0.02%  | 0.01%      | 11.91%               |
| Tolima                   | 0.42%                                           | 0.00%  | 0.00%      | 0.42%                |
| Valle del Cauca          | 17.07%                                          | 0.01%  | 0.01%      | 17.09%               |
| Vaupés                   | 0.72%                                           | 0.03%  | 0.02%      | 0.77%                |
| Vichada                  | 0.74%                                           | 0.01%  | 0.01%      | 0.76%                |
| Total Nacional           | 6.68%                                           | 0.06%  | 0.02%      | 6.76%                |

| Municipio                       | Porcentaje (%) |
| ------------------------------- | -------------- |
| Santander de Quilichao ( Cauca) | 97,26          |
| María La Baja ( Bolívar)        | 97,1           |
| La Tola ( Nariño)               | 96,64          |
| Villa Rica ( Cauca)             | 95,95          |
| Luruaco ( Atlántico)            | 94,36          |

### Otras estimaciones
Fuentes externas señalan hasta un 25% de afrocolombianos en total, conformados por un 21% de mulatos y 4% de negros y afrocaribeños, en el caso de Lizcano-Fernández (2005), o un 22% de afrocolombianos, con 17% de mulatos, 4% de negros y 1% zambos, según Schwartzman (2008). Una publicación del 2001 del ministerio de Educación estima un el 26% del total,  otra publicación la sitúa en un 21% de afrocolombianos (14% como mulatos, 4% como negros y 3% como zambos).
Un estudio elaborado en 2001 usando proyecciones de población DANE 1995-2005, la encuesta Nacional de hogares (ENH, DANE, etapa 110, diciembre 2000); y estimativos del proyecto Cidse-Ird-Colciencias, con base en estudios de población afrocolombiana para Cali e información histórica que permitió establecer cálculos preliminares en otras regiones del país, estimó que un 18,1% de la población colombiana es afrodescendiente. A continuación se muestra la distribución de los afrocolombianos según dicho estudio:
| Región                                                             | % Afrocolombianos | % de la población afrocolombiana total |
| ------------------------------------------------------------------ | ----------------- | -------------------------------------- |
| Pacífico                                                           | 82,7              | 12,7                                   |
| Área metropolitana de Cali y sur del Valle del Cauca               | 34,5              | 12,5                                   |
| Área metropolitana de Cartagena de Indias                          | 59,8              | 10,1                                   |
| Sucre y resto de Bolívar                                           | 39,5              | 7,8                                    |
| Bogotá y Soacha (Cundinamarca)                                     | 7,8               | 6,9                                    |
| Córdoba                                                            | 40,1              | 6,9                                    |
| Área metropolitana del Valle de Aburrá                             | 18,1              | 6,8                                    |
| Área metropolitana de Barranquilla                                 | 35,2              | 6,5                                    |
| Magdalena                                                          | 38,6              | 6,5                                    |
| Cesar                                                              | 28,7              | 3,6                                    |
| Urabá Antioqueño                                                   | 55,1              | 3,4                                    |
| Magdalena Medio y Bajo Cauca                                       | 38,3              | 3,3                                    |
| Norte caucano (zona plana)                                         | 62,2              | 2,4                                    |
| Resto de Atlántico                                                 | 37,7              | 2,0                                    |
| Área metropolitana de Centro Occidente y Cartago (Valle del Cauca) | 11,2              | 1,2                                    |
| Centro del Valle del Cauca (zona plana)                            | 32,5              | 0,9                                    |
| San Andrés y Providencia                                           | 55,0              | 0,5                                    |
| Norte del Valle del Cauca (zona plana)                             | 7,5               | 0,3                                    |
| Resto de municipios del país                                       | 2,6               | 5,9                                    |
| Total Nacional                                                     | 18,1%             | 100,0%                                 |

## Cultura

### Criollo palenquero

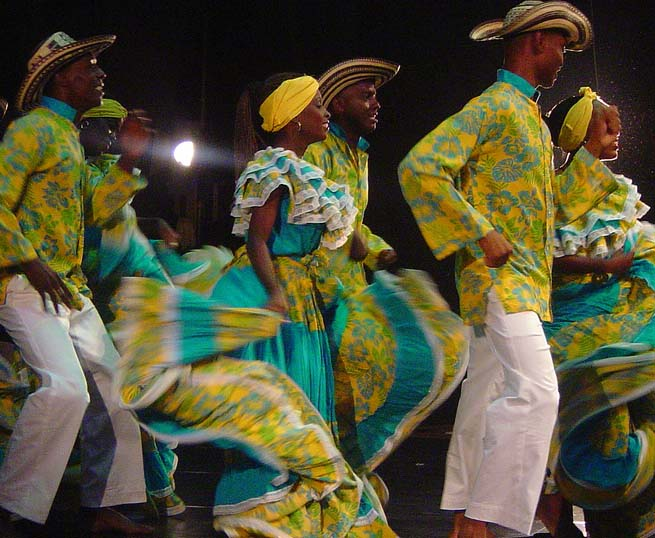
La cultura palenquera mezcla tradiciones africanas y criollas.

El criollo palenquero es una lengua criolla que se habla en el Palenque de San Basilio, en el departamento de Bolívar, a 50 kilómetros de Cartagena de Indias, el cual es habitado por los descendientes de los cimarrones que se liberaron de la esclavitud, bajo el liderazgo de Benkos Biohó, al finalizar el siglo XVI y a comienzos del siglo XVII. Las condiciones del relativo aislamiento en las que permaneció el palenque permitieron el desarrollo de una lengua propia. La lengua del palenque es la única lengua criolla de base léxica española que ha sobrevivido en el Caribe. Por esta razón se le reconoce como una reliquia lingüística. La base de esta lengua está conformada por las diversas lenguas africanas habladas por los ancestros de los fundadores del palenque de San Basilio. Según los expertos, en la lengua criolla palenquera existe una gran influencia de las lenguas bantúes del África Central, en especial el kikongo y el idioma kimbundu. Vocablos como ngombe, que significa ganado; moná, que significa niño o niña; Mondongo, que es una sopa en gastronomìa; Candongas, que son unos aretes en aro que usan las mujeres, un vocablo muy popular arraigado en la cultura colombiana y muchos otros son prueba de ello. Así surgió el palenquero, que fue un instrumento de resistencia cultural para los cimarrones asentados en el Palenque de San Basilio. La lengua de los palenqueros ha sido estigmatizada durante mucho tiempo. Hasta hace pocos años, en la escuela se prohibía a los niños y niñas hablar en la lengua que habían aprendido en sus hogares. Se le consideraba un español mal hablado. Esta actitud se inscribe dentro de una larga trayectoria de discriminación hacia los descendientes de los africanos en todo el mundo. Sin embargo, hoy por hoy, se llevan a cabo proyectos para que los niños y jóvenes palenqueros aprendan su lengua en la escuela al mismo tiempo que el español. En 2002, este idioma fue propuesto por el estado como Obra Maestra del Patrimonio Intangible de la Humanidad; en 2005, la UNESCO le otorgó el reconocimiento a todo su espacio cultural en su tercera proclamación. El New York Times lo mencionó como único en el continente y destacó su capacidad de supervivencia y los riesgos que afronta en el presente.

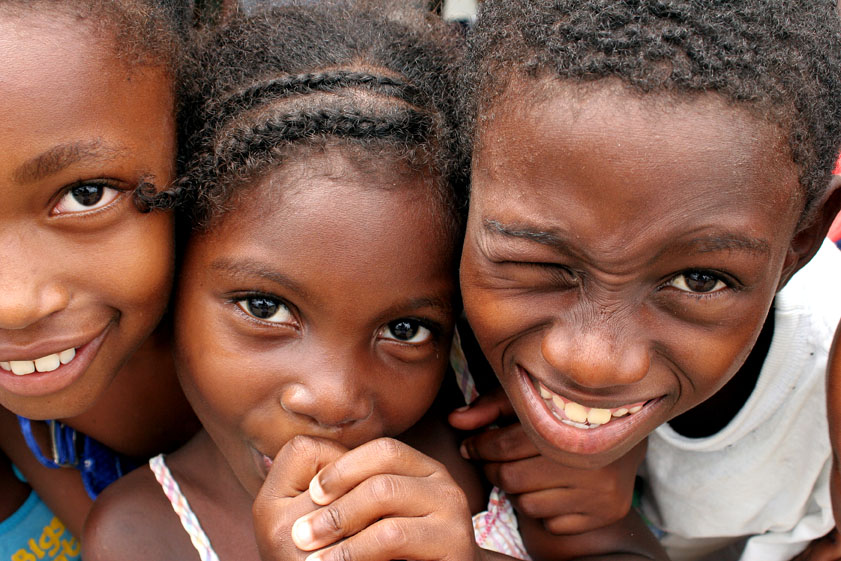
Niños afrocolombianos.

### Día de la Afrocolombianidad
La abolición permanente de la esclavitud en Colombia se obtuvo durante la presidencia de José Hilario López. El 21 de mayo de 1851 el Congreso de Colombia promulgó una ley por la cual la totalidad de las personas sometidas a esclavitud quedaría libre a partir del 1 de enero de 1852. 

El 21 de mayo en Colombia se celebra el Día de la Afrocolombianidad, declarado por el Congreso de la República como una fecha para rendir homenaje a la población afrocolombiana, sus aportes y reivindicación de derechos en la fecha exacta en que se abolió la esclavitud en Colombia.
En esta fecha además se celebra el Día Mundial de la Diversidad Cultural para el Diálogo y el Desarrollo, establecido por la Unesco en 2001.